# Home Made Mince Pie
Home Made Mince Pie er en amerikansk stumfilm fra 1910.